# Giancarlo Dondi
Giancarlo Dondi (Parma, 19 aprile 1935 – Parma, 31 marzo 2025) è stato un dirigente sportivo italiano, presidente della Federazione Italiana Rugby (FIR) dal 1996 al 2012.
In gioventù fu rugbista per Parma e Fiamme Oro nei ruoli di seconda e terza linea.
Fu il primo membro italiano nel comitato esecutivo di World Rugby, l'organizzazione internazionale di governo del rugby a 15, incarico che ricoprì dal 1996 fino alla morte.
Dal 2012 ricopriva anche la carica di presidente onorario della FIR.

## Biografia
Originario del quartiere di San Lazzaro, Dondi militò nel Parma dal 1955 al 1964, con una parentesi biennale nelle Fiamme Oro durante il servizio militare: infatti, già vistosi ammesso alla scuola per allievi ufficiali di complemento di Lecce nel 1956, fu contattato da un dirigente del gruppo sportivo della Pubblica Sicurezza di stanza a Padova che gli propose di rinunciare al servizio di leva in Esercito e svolgere una ferma biennale in polizia onde poter continuare a giocare a rugby; Dondi decise per l'arruolamento in Pubblica Sicurezza, nell'occasione anche iscrivendosi al corso di laurea in Statistica all'Università di Padova.

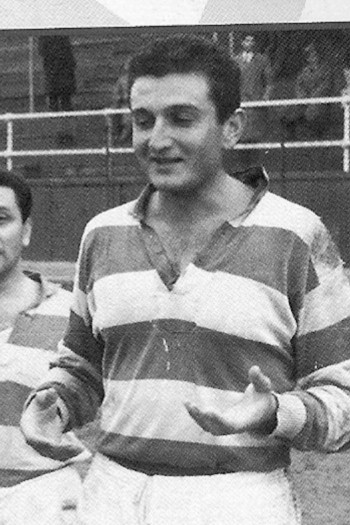
Dondi al nel 1958

Con le Fiamme Oro Dondi, promosso capitano nel corso della sua seconda e ultima stagione di militanza dall'allenatore Mario Battaglini, vinse lo scudetto nel campionato 1957-58; tornato alla vita civile, tornò a giocare al Parma e conseguì la laurea in Statistica.
Impiegatosi dopo la fine dell'attività agonistica nel ramo siderurgico alla Falck, negli anni settanta divenne dirigente del Parma del quale assunse anche la presidenza; nel 1977 divenne consigliere della Federazione Italiana Rugby della quale gli fu affidata la Commissione Tecnica e la cura delle attività regionali.
Fuori dalla F.I.R. tra il 1984 e il 1988, una volta rieletto nel consiglio curò l'attività internazionale divenendo team manager della Nazionale alle Coppe del Mondo del 1991 e del 1995, ai Giochi del Mediterraneo del 1993 e nel corso del tour australiano del 1994.
Il 21 settembre 1996 fu eletto per la prima volta presidente della FIR come successore di Maurizio Mondelli, che lo aveva richiamato in federazione otto anni prima.
Sotto la presidenza Dondi l'Italia vinse la sua prima Coppa Europa, battendo la Francia in finale per la prima volta nella storia del rugby azzurro, e riuscì a ottenere l'ammissione al torneo delle Cinque Nazioni, ribattezzato dal 2000 Sei Nazioni proprio per l'aggiunta dell'Italia; inoltre nel 1996 fu ammesso nel comitato esecutivo dell'International Rugby Board, oggi World Rugby.
I suoi mandati furono rinnovati nel 2000, 2004 e 2008; dal 2004 al 2012 fu vice presidente vicario della Federazione europea di rugby.
Da membro del comitato esecutivo dell'IRB pose la candidatura dell'Italia a ospitare la Coppa del Mondo nel 2015 o nel 2019, candidatura poi fallita.
Dimissionario nel 2012, fu avvicendato alla guida della Federazione dall'imprenditore bresciano Alfredo Gavazzi e proclamato presidente onorario dalla stessa assemblea che elesse il suo successore.
Dondi è deceduto a Parma, sua città natale, nelle prime ore del 31 marzo 2015, a poco meno di tre settimane dal suo 90º compleanno.

## Palmarès
- Campionati italiani: 1
Fiamme Oro: 1957-58